# Giz Fouen
Pour les articles homonymes, voir Aven (homonymie).
Ne doit pas être confondu avec Pays fouesnantais.

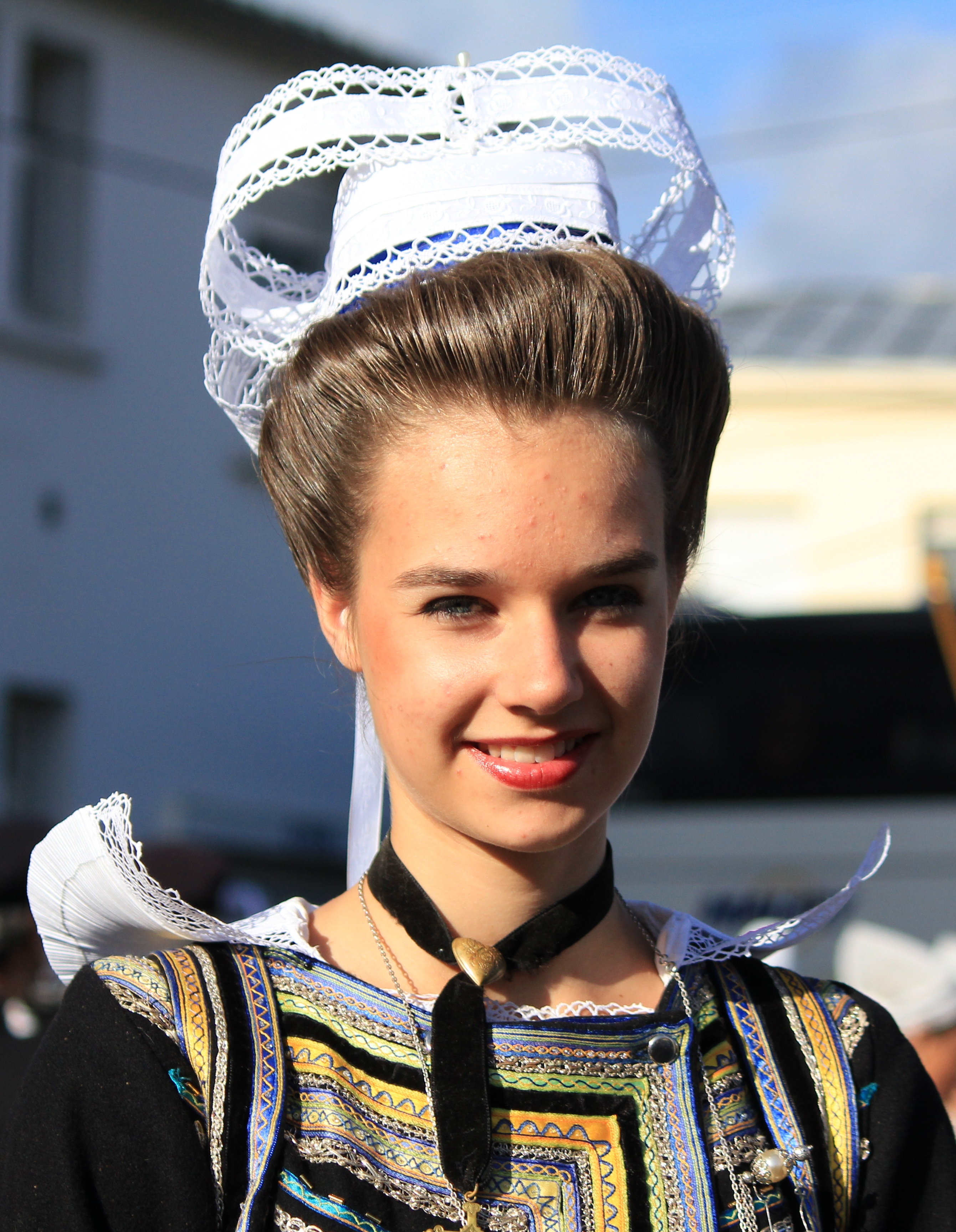
Giz fouen du pays Duig (pays de Quimperlé).

La Giz Fouen (prononcé guiz fwenn[pas clair]), ou « mode de Fouesnant », est une mode vestimentaire bretonne qui donne son nom à une aire de tradition occupant le sud-est de l'ancien évêché de Cornouaille (c'est-à-dire principalement le sud-est du Finistère, et pour une petite partie l'ouest du Morbihan). Cette grande aire (nommée Aven ou pays de l'Aven quand on parle de danses) regroupe une trentaine de communes. Elle est subdivisée en neuf terroirs, correspondant à neuf variantes principales de la mode giz fouen.
L'un de ceux-ci, le pays Fouesnantais, qui comprend huit communes, ne doit pas être confondu avec la vaste aire Giz Fouen dont il fait partie.

## Situation
Limitée au sud par le golfe de Gascogne, à l'ouest par l'Odet, au nord par les montagnes Noires, la Giz Fouen est entourée du pays Bigouden (au sud-ouest), du pays Glazik (au nord-ouest), du pays Chtou et du pays Pourlet (au nord-est), et du pays Lorientais au sud-est.
Le territoire de la "Giz Fouen" regroupe 33 communes (Elliant, Scaër, Quimperlé, Riec, Bannalec, Concarneau, Fouesnant, Pont-Aven, Rosporden, etc..) ; Creston a démontré qu'elles eurent comme principal centre d'influence Rosporden plutôt que Fouesnant, trop excentré. La mode de Rosporden conserva jusqu'à la décennie 1930, entre le gilet et la veste, un intermédiaire sans manches, le "korf-chupenn", héritier des filets superposés .

### Frontière orientale
La frontière orientale des traditions (costume, danses, langue, etc.) est sensiblement celle qui sépare l'ancien évêché de Cornouaille de l'évêché de Vannes (à l'exception notable de Clohars-Carnoët en ce qui concerne le costume).
Elle ne suit donc pas la limite départementale Finistère-Morbihan.
- Les communes de Guiscriff, du Faouët et de Lanvénégen sont comprises dans le département du Morbihan, mais cornouaillaises pour le costume, les danses et le parler.
- À l'inverse, les communes de Guilligomarc'h, d'Arzano et de Rédené sont comprises dans le département du Finistère, mais appartiennent au pays Lorientais de tradition pour le costume, les danses et le parler.

#### Costume

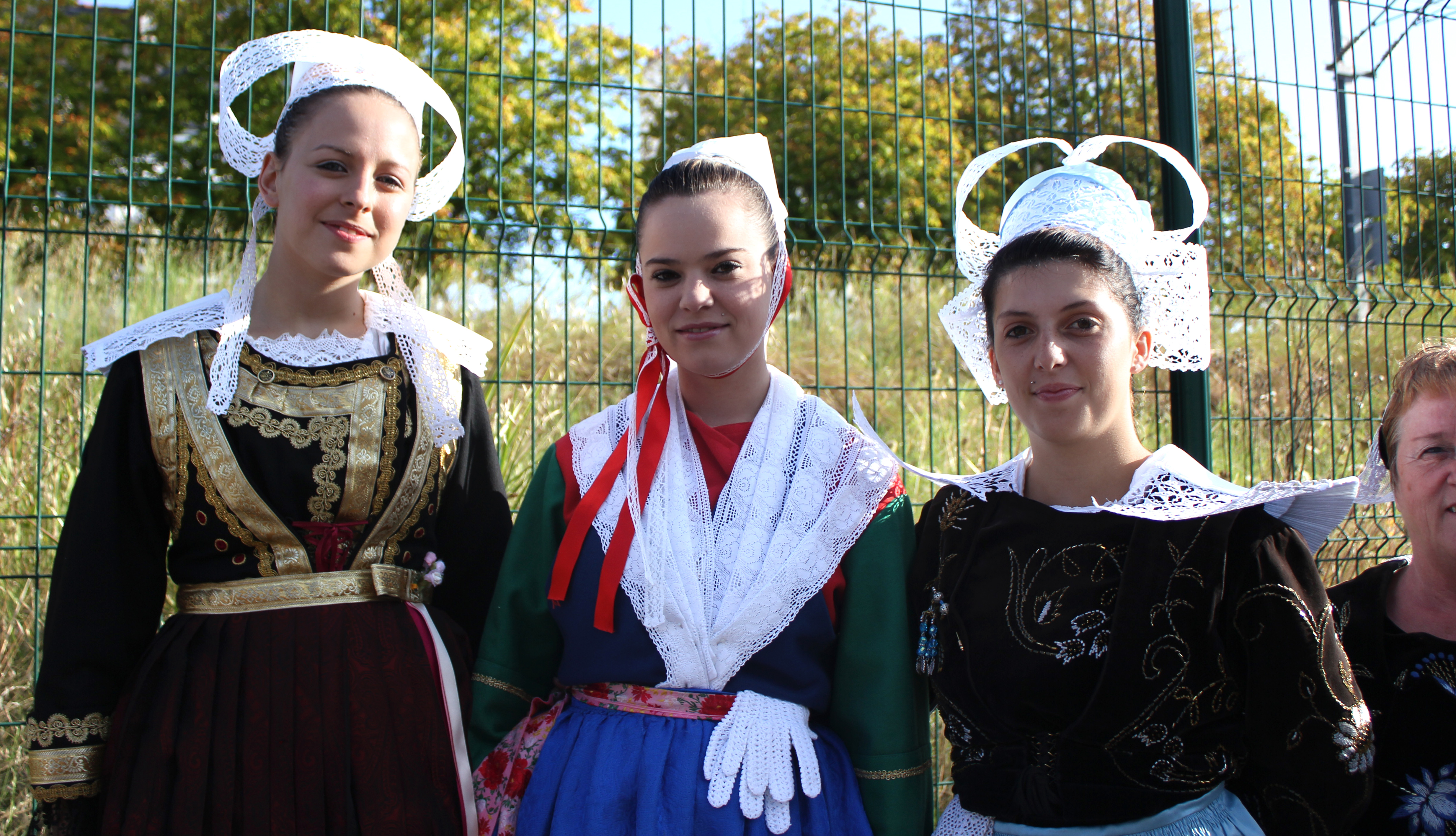
Encadrant une jeune fille en costume de Plougastel-Daoulas (Finistère nord), deux variantes de la giz fouen.

Le costume giz fouen est porté dans toutes les communes frontalières de l'est, sauf à Clohars-Carnoët, commune cornouaillaise, située dans le département du Finistère, mais qui adopte le costume « aéroplane » du pays Lorientais (seul le chapeau masculin, à boucle rectangulaire à l'arrière, y est giz fouen). Le costume masculin de Langonnet et du Faouët est vannetais (pourlet).

#### Danses
Dans la Giz Fouen et à Clohars-Carnoët, on danse la gavotte de l'Aven, en quadrette (il y a, comme pour le costume, des variantes locales). Chez les voisins du pays Pourlet, on danse la gavotte Pourlet, en chaîne mixte. Et, en pays Lorientais, on danse l'en dro.

#### Parler
En Giz Fouen et à Clohars-Carnoët on parle le breton cornouaillais, tandis que pays Pourlet et pays Lorientais ont chacun une variante de bas-vannetais.

## Toponymie
On emploie donc plus volontiers le nom de Giz Fouen (« mode de Fouesnant ») pour situer le domaine du costume : au sens strict, l'aire Giz Fouen ne comprend pas Clohars-Carnoët, ni le port de Concarneau (enclave penn sardin). Par ailleurs, il y a souvent confusion entre le pays Fouesnantais (huit communes) et le vaste domaine dont il fait partie, la Giz Fouen (plus de trente communes). Selon René-Yves Creston, le nom de giz fouen ne prouve pas que cette mode soit originaire du pays Fouesnantais.
On dit Aven quand on parle de danses (Clohars-Carnoët et toute la commune de Concarneau en font partie). Là encore, on peut confondre le petit pays de Pont-Aven (trois communes) et le grand pays de l'Aven qui s'étend « entre Odet et Laïta ».

## Composition

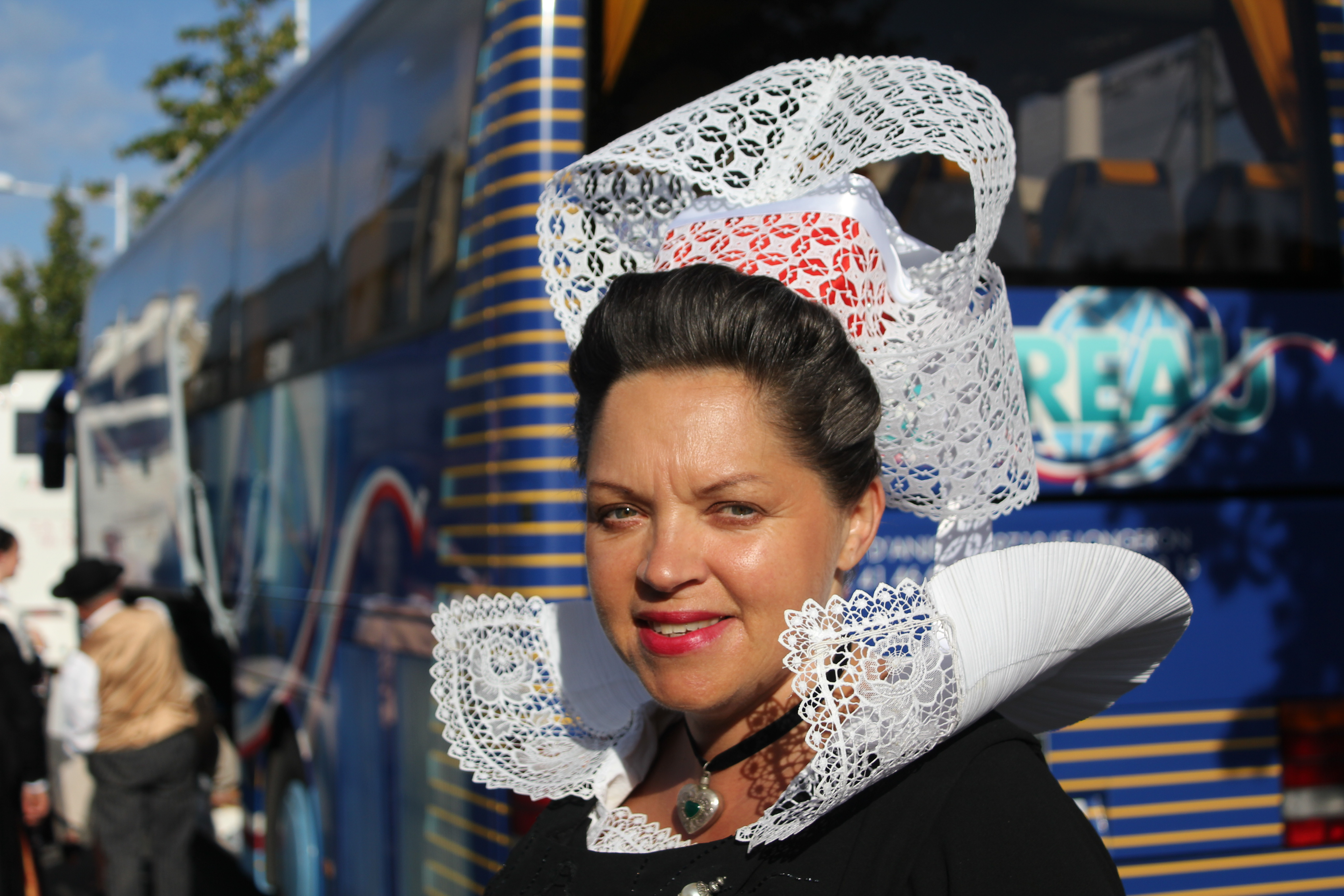
Une variante de la giz fouen
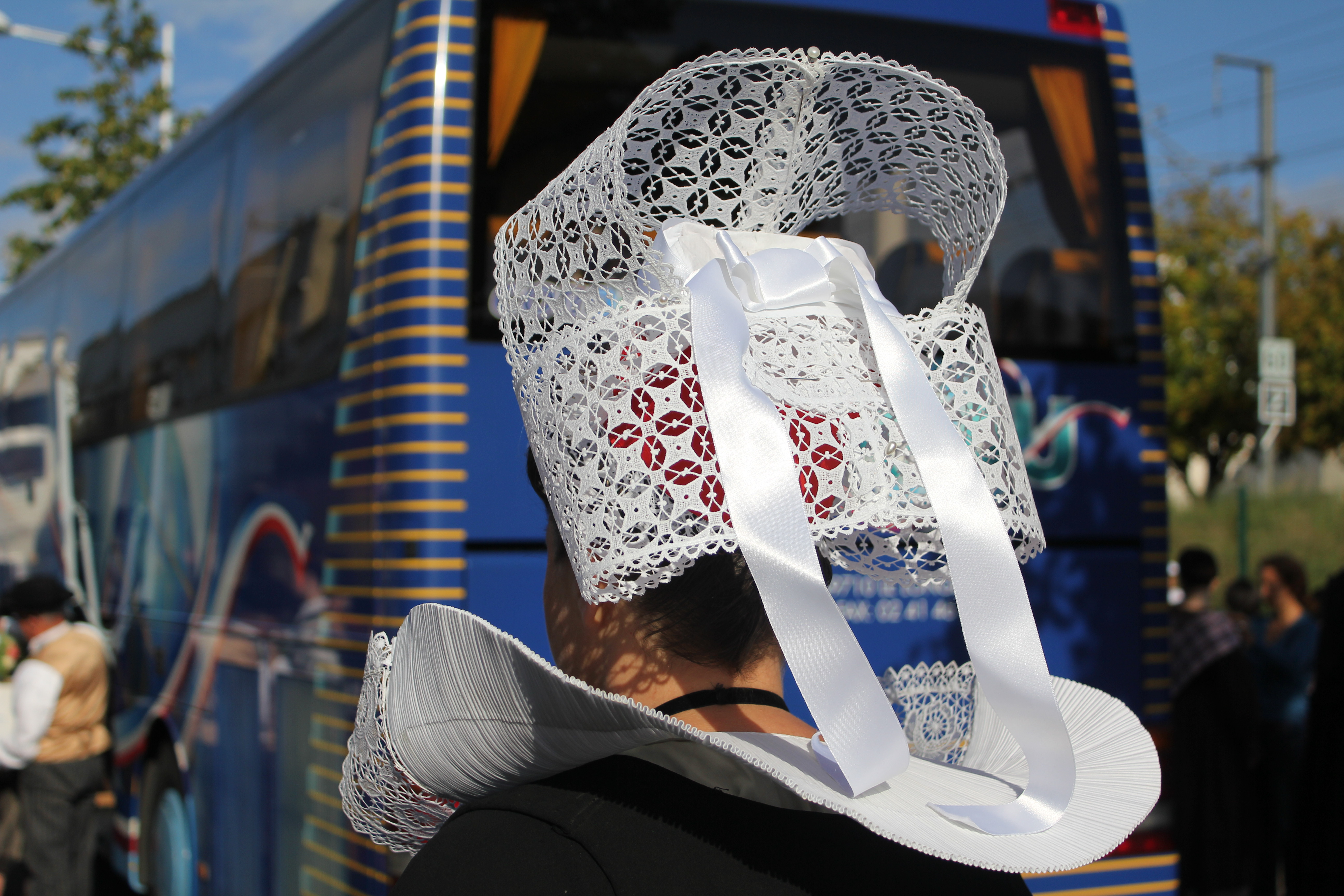
Une variante de la giz fouen
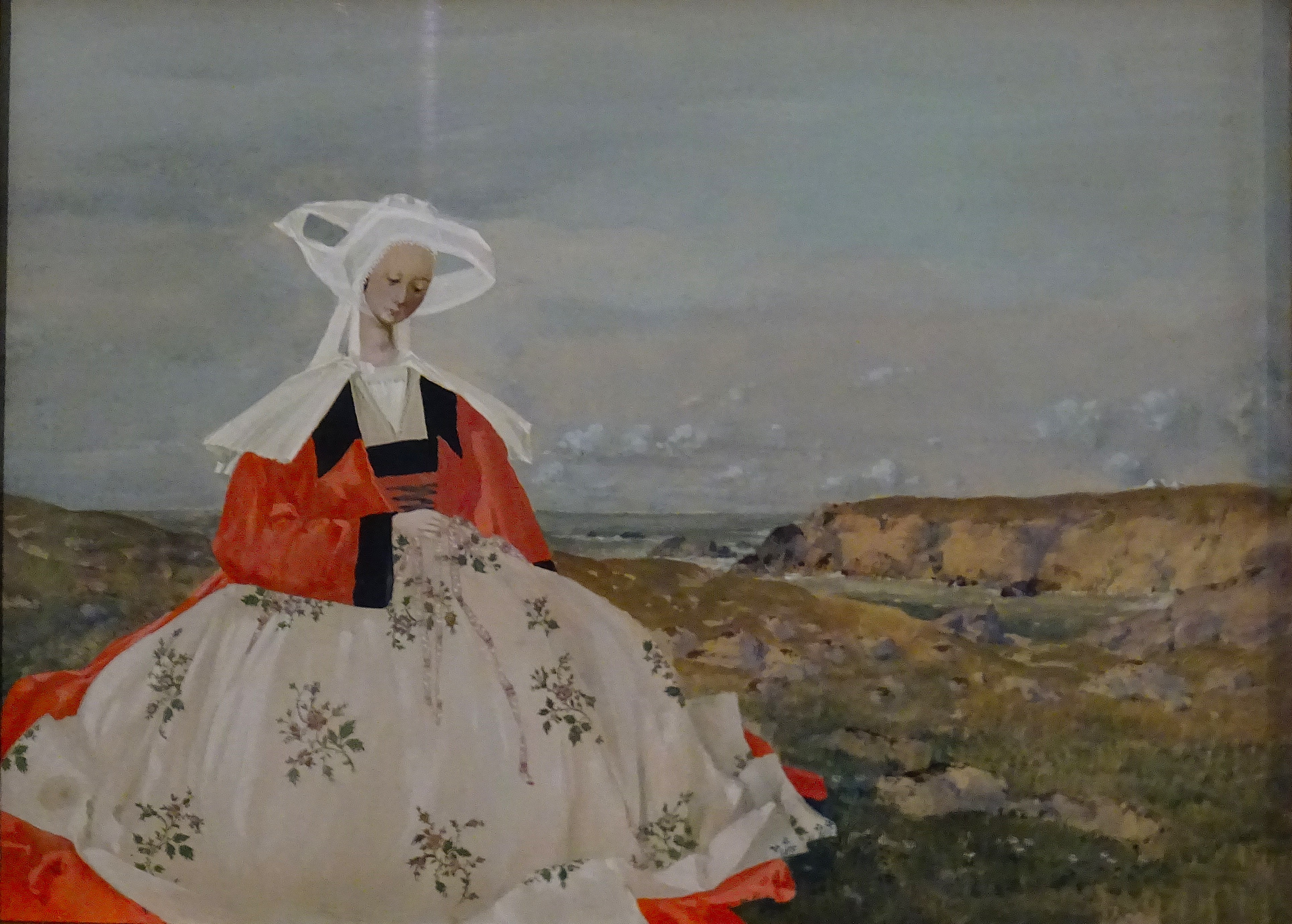
Ernest Guérin ː Femme en coiffe de l'Aven dans la lande (aquarelle sur papier, non daté).

Comme la plupart des pays de tradition bretons, la Giz Fouen voit ses limites évoluer ou ses traditions s'interpénétrer, ce qui offre prétexte à disputes dès que l'on se risque à parler frontières : le tracé par Creston des limites vestimentaires lui a valu d'être pris à partie « avec une vivacité hors de propos ».
La giz fouen, célèbre pour sa coiffe particulièrement gracieuse, présente une unité certaine : « coiffes à rubans, collerettes empesées pour les femmes, larges chapeaux aux larges velours sans guides, gilets haut fermés, korniou et bruskou pour les hommes ». Mais il ne faut pas y chercher la même homogénéité qu'en pays Bigouden. Dans la giz fouen, Creston distingue en effet neuf variantes principales — lesquelles se morcellent à leur tour en quantité de variantes locales, presque autant qu'il y a de communes. Pour ce qui concerne l'année 1939 (époque où le maintien des traditions permet encore de tracer les limites des modes), il propose la répartition suivante…

### Pays Melenig
Le sobriquet Melenig (« petit jaune ») vient de la couleur dominante des somptueuses broderies du costume.
- Elliant
- Tourc'h

### Mode de Rosporden
Ancienne commune de Rosporden (ouest de la commune actuelle)

### Mode de Scaër
- Scaër
- Kernével (ancienne commune à l'est de Rosporden, associée à celle-ci depuis 1973)
- Bannalec

### Mode de Guiscriff
- Langonnet, commune cornouaillaise voisinant avec le Vannetais, se trouve au contact de cinq cultures : chtou à l'ouest, poher et  fisel au nord, pourlet (en Vannetais) à l'est et giz fouen au sud. Langonnet est de tradition chtou pour les danses. Le costume féminin, d'abord au sud, puis dans presque toute la commune, adopte la coiffe giz fouen[12]. Mais le costume masculin, lui, est pourlet. La tradition des costumes et des danses est maintenue par le cercle celtique Korollerien an Ele (ou cercle de l'abbaye de Langonnet), créé en 1952. Il porte le costume féminin de haute Cornouaille de Langonnet et le costume masculin de Priziac (pays Pourlet) : le « mouton noir aux mille boutons »[13].
- Guiscriff
- Le Faouët. Une caractéristique de la giz fouen est la grande collerette : Le Faouët se distingue par une petite collerette. Le costume masculin est pourlet, sauf le chapeau qui est giz fouen[12].
- Lanvénégen

### Pays Fouesnantais

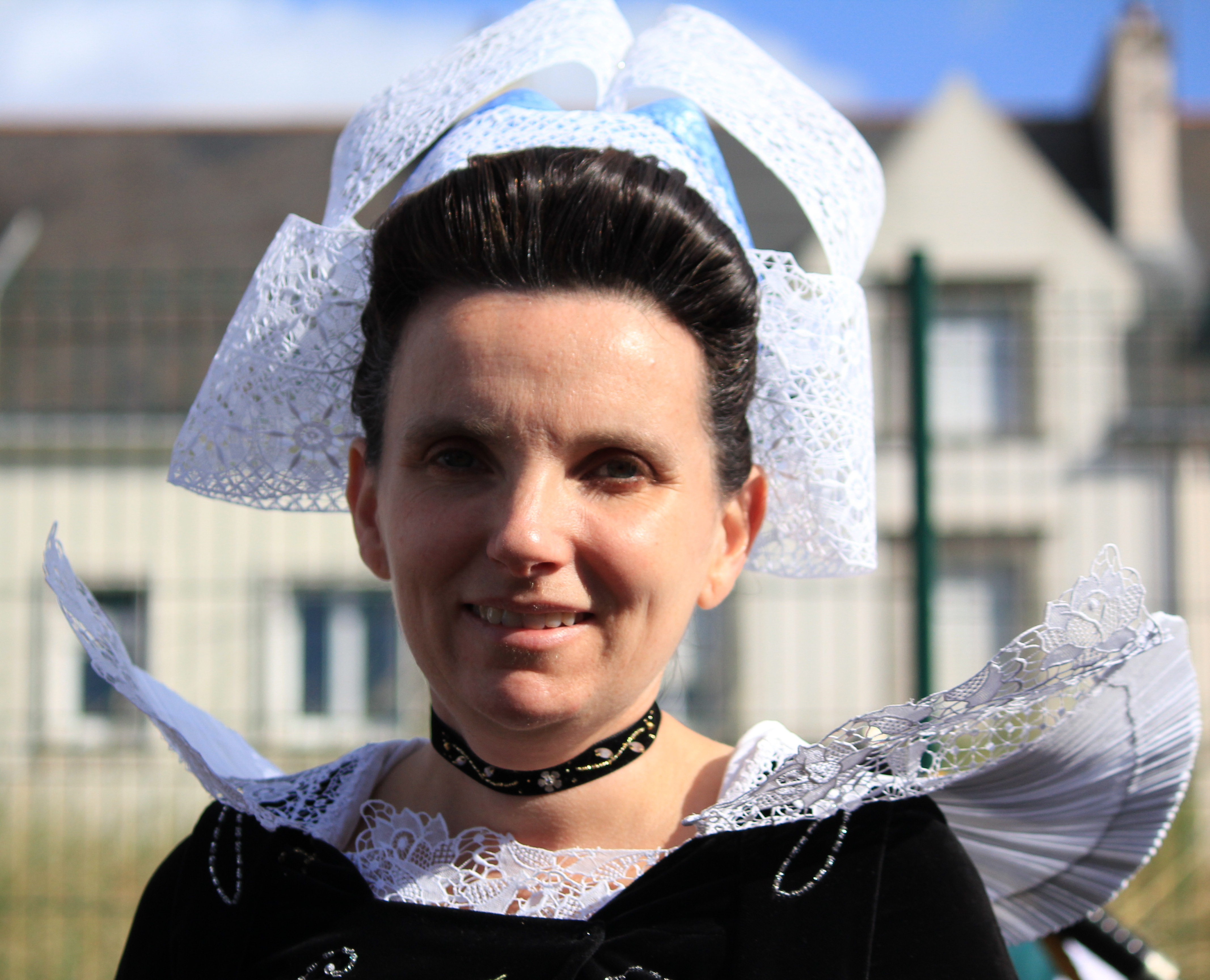
Giz fouen du pays Fouesnantais.

- Saint-Évarzec
- Saint-Yvi
- Gouesnac'h
- Bénodet
- Clohars-Fouesnant
- Pleuven
- Fouesnant
- La Forêt-Fouesnant

### Mode de Melgven et enclave penn sardin
- Beuzec-Conq (ancienne commune, rattachée en 1945 à celle de Concarneau).
- Lanriec (ancienne commune, rattachée en 1959 à celle de Concarneau).
- Dans le quartier du port de Concarneau (le centre-ville) on ne porte pas le costume paysan giz fouen, mais un costume citadin (cornette et penn sardin). La tradition des costumes et des danses est maintenue dans cette ville par le cercle celtique Ar Rouedoù Glas (« Les filets bleus »), fondé en 1945, qui évolue en première catégorie de la fédération War'l Leur. Il travaille ses chorégraphies en collaboration avec le bagad Konk Kerne[14]. Les costumes qu'il présente constituent un éventail des modes de 1900 à 1930 — costumes de fête et costumes de travail :
  - d'une part dans le registre rural de Beuzec-Conq et de Lanriec (l'encolure du costume féminin est ici de forme rectangulaire, et non arrondie comme à Bannalec) ;
  - d'autre part dans le registre maritime du centre ville (la cornette, coiffe de fête ; et la petite coiffe de travail penn sardin, avec chignon très formé et grand nœud qui la distinguent de la penn sardin de Douarnenez, plus pointue et portée plus en arrière)[15].
- Melgven.
- Trégunc.

### Mode de Pont-Aven

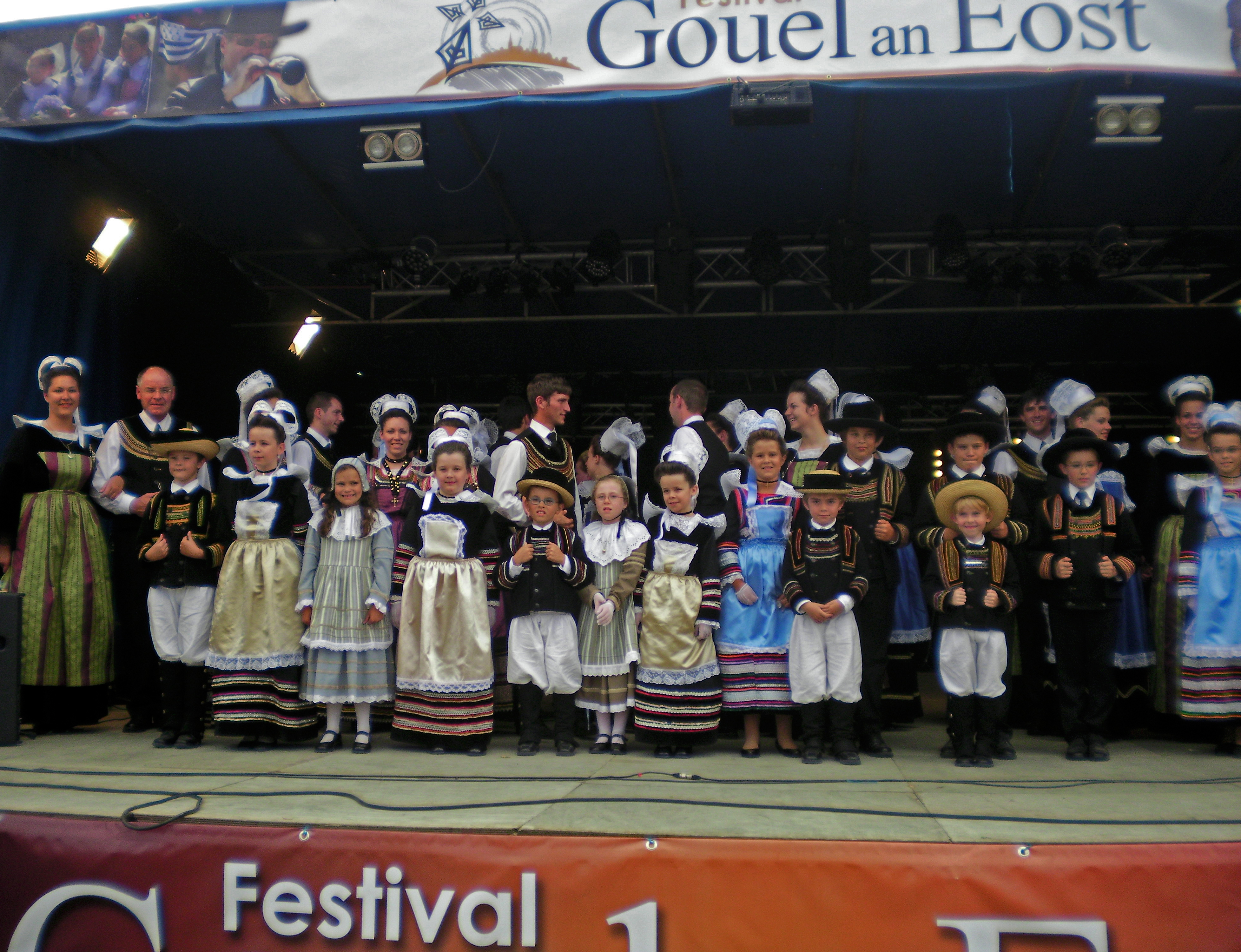
Costumes de Riec, de différentes époques.

Presque toutes les coiffes giz fouen ont quatre ailes. La caractéristique principale de la variante Pont-Aven est une coiffe à deux ailes : les mentonnières (la partie large qui est à l’arrière de la coiffe) sont supprimées. Les tabliers ont un devantier (à Beuzec-Conq et à Lanriec, il n'y en a pas).
- Pont-Aven
- Nizon (ancienne commune qui a fusionné en 1954 avec Pont-Aven)
- Névez
- Riec-sur-Bélon. La tradition des costumes et des danses y est maintenue par le cercle celtique Bleunioù Lann an Aven (« Les fleurs d'ajonc de l'Aven »), fondé en 1936, qui présente des costumes de Riec de différentes époques.

### Pays Duig
- Saint-Thurien
- Querrien
- Locunolé
- Le Trévoux
- Mellac
- Tréméven
- Baye
- Quimperlé. La tradition des costumes et des danses y est maintenue par le cercle celtique Giz' Kalon[17].

### Mode de Moëlan
Moëlan-sur-Mer, comme Le Faouët, se distingue par une petite collerette. La coiffe est un mélange de la giz fouen (la forme du bonnet et les deux grandes ailes) et de celle du pays de Lorient portée jusqu'à la commune voisine de Clohars-Carnoët (les deux petites ailes à l'arrière du bonnet qui sont semblables à celles du béguin de la coiffe lorientaise). Le tablier a un grand devantier, un peu moins grand que la mode lorientaise. Cette mode est assez proche de celle des artisanes de Quimperlé.

## LeGiz Fouendans l'art
- Bruyère de falaise (1902), lithographie en couleurs (35 × 74 cm).